# Råvarp
Råvarp este o arie protejată (arie de protecție specială avifaunistică — SPA) din Suedia întinsă pe o suprafață de 224,9 ha, integral pe uscat.

## Localizare
Centrul sitului Råvarp este situat la coordonatele 58°47′07″N 12°23′17″E / 58.7853°N 12.3881°E.

## Înființare
Situl Råvarp a fost declarat arie de protecție specială avifaunistică în decembrie 1998 pentru a proteja 4 specii de animale.

## Biodiversitate
Situată în ecoregiunea boreală, aria protejată nu include niciun habitat protejat.
La baza desemnării sitului se află mai multe specii protejate de  păsări (4): cocoșul de mesteacăn (Bonasa bonasia), ciocănitoare neagră (Dryocopus martius), ciuvică (Glaucidium passerinum), viespar (Pernis apivorus).